# Кріхалма
Кріхалма (рум. Crihalma) — село у повіті Брашов в Румунії. Входить до складу комуни Комена.
Село розташоване на відстані 179 км на північний захід від Бухареста, 43 км на північний захід від Брашова.

## Населення
За даними перепису населення 2002 року у селі проживала 721 особа.
Національний склад населення села:
| Національність | Кількість осіб | Відсоток |
| -------------- | -------------- | -------- |
| румуни         | 448            | 62,1%    |
| цигани         | 264            | 36,6%    |
| угорці         | 7              | 1,0%     |

Рідною мовою назвали:
| Мова      | Кількість осіб | Відсоток |
| --------- | -------------- | -------- |
| румунська | 694            | 96,3%    |
| циганська | 17             | 2,4%     |
| угорська  | 8              | 1,1%     |